# Phare de la Pointe-à-l'Aigle
Le phare de la Pointe-à-l'Aigle est un phare situé à l'embouchure du Gouët, sur la commune de Plérin dans les Côtes-d'Armor, et permettant l'accès au port du Légué. Il fut mis en service le 1er avril 1857.

## Gardiens successifs[2][réf.incomplète]
- 1896 : Marie Guillou
- 1906 : Marie Le Bleiz